# Alex & Sierra

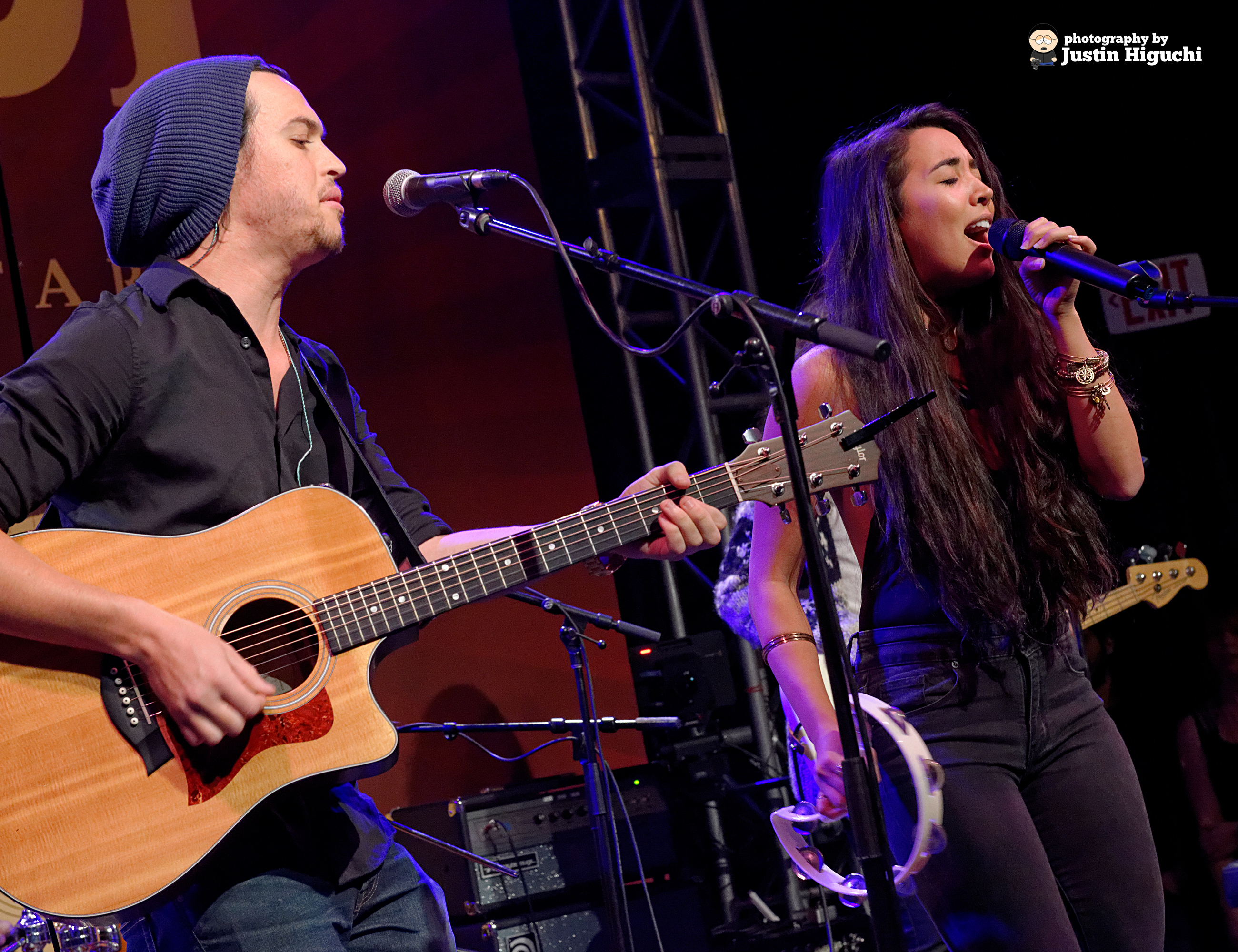
Alex & Sierra

Alex & Sierra was van 2013 tot 2017 een Amerikaans popduo bestaande uit Alex Kinsey en Sierra Deaton die het derde en laatste seizoen van The X Factor USA won. Het duo was toen eveneens een koppel. Ze werden begeleid door Simon Cowell en ze werden het eerste en de enige groep die de Amerikaanse versie van de show won. 
Hun debuutalbums It's About Us werd uitgebracht op 7 oktober 2014, door Columbia Records.
Nadat in 2016 hun relatie beëindigde, stopte ze in 2017 ook met samen optreden.

## Carrière

### The X Factor USA
Alex & Sierra deden auditie voor The X Factor met een zwoele versie van Toxic van Britney Spears. Hiermee verbaasden ze de jury en zo mochten ze door naar de volgende ronde. Bij elke ronde bleven ze de jury verbazen en soms werden ze zelfs uitgeroepen tot de favorite van een van de juryleden. Ook het publiek bleven ze verbazen en hierdoor mochten ze elke ronde door waardoor ze in de finale stonden. In de finale zongen ze drie liedjes: Give Me Love van Ed Sheeran, Say Somethin van Christina Aguilera, en Bleeding Love van Leona Lewis. Dit laatste zongen ze samen met Leona Lewis. Op het einde zongen ze ook nog All I Want for Christmas Is You. Uiteindelijk werden ze dus uitgeroepen tot de winnaars van The X Factor 2013.

### It’s About Us
Na hun overwinning beloofden ze snel hun eerste album uit te brengen. Op dit album hebben ze gewerkt met Julian Bunetta, Sam Watters, John Shanks, Toby Gad, Jason Mraz, en John Legend. Hun album It’s About Us kwam uiteindelijk uit op 7 oktober 2014.

## Leden
Alex KinseyAlex Kinsey (geboren op 8 september 1991) komt uit New Smyrna Beach, Florida en is enig kind. Jason Mraz is een van zijn grootste muzikale invloeden, en hij heeft hem al acht keer live in concert gezien. Hij speelt al gitaar sinds de middelbare school.
Sierra DeatonSierra Deaton (geboren op 11 februari 1991) in Philadelphia, Pennsylvania en opgegroeid in Orlando, Florida, heeft een Britse vader, Engelsman Dr. John Deaton en een Vietnamese moeder, Vu Deaton. Ze heeft een oudere zus genaamd Lara Deaton. Sierra danst al sinds ze twee jaar oud was en ze studeerde ballet, tapdans, jazz, hiphop, modern, en nog veel meer. Ze won drie internationale titels in Ierse dans.